# Силвана Манзио (Козенца)
Силвана Манзио је насеље у Италији у округу Козенца, региону Калабрија.
Према процени из 2011. у насељу је живело 12 становника. Насеље се налази на надморској висини од 1480 м.